# Gilbert van Nîmes

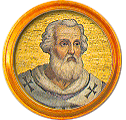
Paus Johannes VII (afbeelding) noemde Gilbert een rover.

Gilbert van Nîmes (  - Graafschap Toulouse, 890) was bisschop van Nîmes van 870 tot zijn dood in 890. Het bisdom van Nîmes behoorde tot het graafschap Toulouse, dat deel was van West-Francië. Tijdens zijn pontificaat startte Gilbert het proces over het dorp Bizac, bekend als de Plaid de Bizac.

## Historiek
Gilbert werd bisschop van Nîmes in het jaar 870. Traditioneel wordt hij aanzien als de 16e bisschop van Nîmes. In 876 eiste hij de heerlijke rechten op van het dorp Bizac. Hiermee ging Gilbert in proces tegen de lokale heer van het dorp, Genèse. De naam van het dorp was destijds Villa Bidagum in Valle Anagia Sancta Maria de Bizago; het was een groot landgoed. Het proces duurde 16 jaar, tot 2 jaar na de dood van bisschop Gilbert. Gilbert onderhandelde met Raymond II, graaf van Toulouse, en met Allidulfe, burggraaf van Nîmes doch zonder resultaat.
In deze periode veroverde Gilbert met zijn soldeniers de abdij van Saint-Gilles. Gilbert verjoeg abt Leon en huisde er zelf. De welvarende abdij was gelegen in het burggraafschap Nîmes op de Via Tolosana, een belangrijke pelgrimsweg van Arles naar Compostela, via Toulouse. De abdij stond onder rechtstreeks gezag van de paus. In 878 was paus Johannes VII in Arles, in het nabijgelegen koninkrijk Neder-Bourgondië. Johannes VII was verjaagd uit Rome door de troepen van Alberic van Tusculum. Abt Leon bekloeg zich bij de verjaagde paus dat ook hij verjaagd was. Paus Johannes VII riep een synode bijeen om te oordelen over bisschop Gilbert van Nîmes. De aartsbisschoppen van Arles, Embrun, Ravenna en de bisschoppen van Valence, Marseille en Viviers waren op de synode aanwezig. De paus besloot dat Gilbert van Nîmes een rover was, in het Frans: spoliateur. Gilbert moest de abdij op staande voet verlaten toen hij het bevelschrift ontving van de pauselijke bode, wat Gilbert ook deed. 
Bisschop Gilbert stierf in het jaar 890. Het proces over Bizac liep nog twee jaar. Gilberts opvolger, Anglard II, won het proces en mocht zich heer van Bizac noemen (892).